# Habère-Poche
Habère-Poche település Franciaországban, Haute-Savoie megyében. Lakosainak száma 1484 fő (2022. január 1.). Habère-Poche Bellevaux, Cervens, Draillant, Habère-Lullin és Lullin községekkel határos.

## Népesség
A település népességének változása:
| Lakosok száma | 1316 | 1382 | 1448 | 1465 | 1470 | 1475 | 1476 | 1481 | 1484 |
|               | 2013 | 2015 | 2016 | 2017 | 2018 | 2019 | 2020 | 2021 | 2022 |